# 无腺毛蕨
无腺毛蕨（学名：Cyclosorus procurrens），为金星蕨科毛蕨属下的一个植物种。